# 権東哲
権 東哲（クォン・ドンチョル、朝鮮語: 권동철/權東哲、1916年1月1日または1月21日 - 2006年11月24日）は、日本統治時代の朝鮮の教育者、大韓民国の公務員、政治家。青松郡守、第8代義城郡守、第4代達城郡守、参議員などを歴任した。
本貫は安東権氏、号は汾谷（プンゴク、분곡）。キリスト教徒。

## 経歴
日本統治時代の慶尚北道義城郡出身。同志社大学文学部神学科卒。私立白牙島学院院長、義城学院院長、米軍政庁人事行政処職員、慶尚北道人事処補任課長、青松郡守、第8代義城郡守（1950年9月24日 - 1951年9月19日）、第4代達城郡守（1951年9月19日 - 1955年8月23日）、慶尚北道農道院長、サムソン中学校長、学校法人サムソン学院理事長、大韓民国憲政会運営委員などを務めた。
2006年11月24日、老衰により死去。享年90。